# Rita Heigl
Rita Heigl (* 9. Juli 1933, Geburtsname Bonz) ist eine deutsche Fernschachspielerin. Sie gewann dreimal die deutsche Meisterschaft der Frauen.

## Fernschach
Rita Heigl nahm an der 1. Fernschacholympiade für Frauen teil und gewann mit der deutschen Mannschaft (Juliane Hund, Edith Mechelke, Elke Beyer und Rita Heigl) die Silbermedaille. In der Vorrunde der 3. Damen-Weltmeisterschaft belegte sie den dritten Platz; dabei fehlte ihr ein halber Punkt zur Qualifikation für das Finale. Nachdem sie bei der 6. deutschen Frauenmeisterschaft 1968/70 Platz 3 errang, wurde sie 1975 bei der 7. DM zum ersten Mal deutsche Meisterin. Diesen Erfolg wiederholte sie bei der 9. DM 1979 und bei der 10. DM 1981.
Danach qualifizierte sie sich für das Finale der 4. Damen-Weltmeisterschaft 1984/92. Hier wurde sie Neunte von 14 Teilnehmerinnen. Im Finale der 2. Fernschacholympiade der Frauen spielte sie für Deutschland an Brett 1.
1979 wurde ihr vom Weltfernschachverband ICCF der Titel Internationale Meisterin für Fernschach verliehen.

## Turnierschach
Auch am Brett bewies Rita Heigl eine passable Spielstärke. 1965 gewann sie in Ortenburg die niederbayerische Schachmeisterschaft. Von 1964 bis 1966 belegte sie bei den Damenmeisterschaften von Bayern einen Platz 5 und zweimal Platz 7.

## Privates
Rita Heigl arbeitet als Bilanzbuchhalterin. Sie ist seit 1958 verheiratet mit dem Schachmeister Rudolf Heigl (* 24. Dezember 1932) und hat vier Kinder. Im Schachklub von Landshut übernahm sie organisatorische Aufgaben: Schriftführerin, danach 1. Vorstand (bis 1981).